# Arothron firmamentum
Arothron firmamentum és una espècie de peix de la família dels tetraodòntids i de l'ordre dels tetraodontiformes.

## Morfologia
- Els mascles poden assolir 35 cm de longitud total.[1][2]

## Hàbitat
És un peix marí, de clima subtropical i demersal que viu entre 10-360 m de fondària.

## Distribució geogràfica
Es troba des del sud del Japó fins a Austràlia (Nova Gal·les del Sud, Austràlia Meridional i Tasmània) i Nova Zelanda. També és present a la costa meridional atlàntica de Sud-àfrica.

## Observacions
No es pot menjar, ja que és verinós per als humans.